# Riz Samaritano
Riz Samaritano, pseudonimo di Lorenzo Schellino, anche noto come Marras, Negi e Pinco (Torino, 9 giugno 1937), è un cantante e paroliere italiano.
Personaggio antesignano del demenziale, con un certo seguito tra la fine degli anni cinquanta e i primi anni sessanta, è stato dimenticato per vent'anni, fino ad essere riscoperto grazie a Elio e le Storie Tese, che hanno inciso la sua Cadavere spaziale nell'album Esco dal mio corpo e ho molta paura del 1993.
Spalla del cantante è stato, durante gli anni sessanta, il gruppo dei I Gangsters, che comprendeva il fratello alla batteria. Negli anni dieci del XXI secolo, si è spesso affiancato al cantante il figlio Luca Schellino, in arte Caschè, che lo ha accompagnato dal vivo con il gruppo dei Nuovi Gangsters.

## Biografia
Nato e cresciuto a Torino da famiglia piemontese, Lorenzo Schellino inizia a lavorare negli anni cinquanta presso la sede della Rai di Milano, in corso Sempione, come generico e cartellista, in programmi come Parata d'orchestre o Un due tre, condotto da Raimondo Vianello e Ugo Tognazzi, e in alcuni sceneggiati realizzati da Anton Giulio Majano. È proprio in Rai che conosce Fred Buscaglione, che lo incoraggia nell'intraprendere l'attività musicale: per molti aspetti Schellino si ispira a Buscaglione, innanzitutto nel look (si fa crescere i baffi come Fred), ma anche nell'immettere nella musica testi umoristici, anche se, rispetto a quelli scritti da Leo Chiosso per Buscaglione, i suoi sono più vicini al grottesco e al macabro (emblematiche, in questo senso, sono Passeggiata verso la morte e Cannibale d'amore).
Dopo un'esperienza come musicista nel gruppo I Marcellini, guidato da Daniele Pace, grazie a Pino Piacentino entra in contatto con la casa discografica meneghina Combo Record, che gli propone un contratto e grazie alla quale pubblica i suoi primi 45 giri, che riscuoteranno un certo successo soprattutto grazie ai jukebox. Lorenzo Schellino sceglie in questo periodo di adottare lo pseudonimo di Riz Samaritano come omaggio a Riz Ortolani, unendo il nome di quest'ultimo a un cognome ispirato dal film del 1948 Il buon samaritano (Good Sam) diretto da Leo McCarey e interpretato da Gary Cooper. La Combo è di proprietà di Mario Trevisan e Gorni Kramer, specializzata nel riproporre cover di canzoni famose eseguite da gruppi sconosciuti, anche se, a volte, prova a lanciare nuovi artisti: Riz Samaritano è tra questi.
Musicalmente cerca di coniugare la musica lenta, tipica del night club, con il liscio e con i ritmi latino-americani (dal cha cha cha al tango): negli spettacoli spesso si fa accompagnare dall'orchestra di Piero Trombetta (autore della musica della sua canzone più famosa, Cadavere spaziale), o da Pino Piacentino e il suo sestetto, fino a formare un suo gruppo di accompagnamento, I Gangsters. A causa dei doppi sensi, a volte presenti nelle sue canzoni (è soprattutto Ma che calze vuoi da me a creargli problemi), non riesce a ottenere molti passaggi televisivi, e la promozione dei dischi è affidata quasi totalmente agli spettacoli dal vivo.
Nel 1961 registra una sua versione di Cha cha cha dell'impiccato, canzone interpretata anche dai Flippers e da Gianni Meccia (quest'ultima versione è contenuta nella colonna sonora del film Io bacio... tu baci, dello stesso anno). Nel 1964 incide una canzone, Johnny Vitamina, scritta da Leo Chiosso e Fred Buscaglione, a proporgliela è proprio Chiosso, conoscendo l'amicizia di Riz per Fred (a cui ha dedicato il brano Scusami Fred). Il brano non era inedito, poiché già registrato da Johnny Dorelli nel 1960, ma Riz ne fornisce una interpretazione più vicina allo stile di Buscaglione. Sul lato B, una versione di Stasera pago io di Domenico Modugno, una delle poche canzoni "serie" incise da Riz.

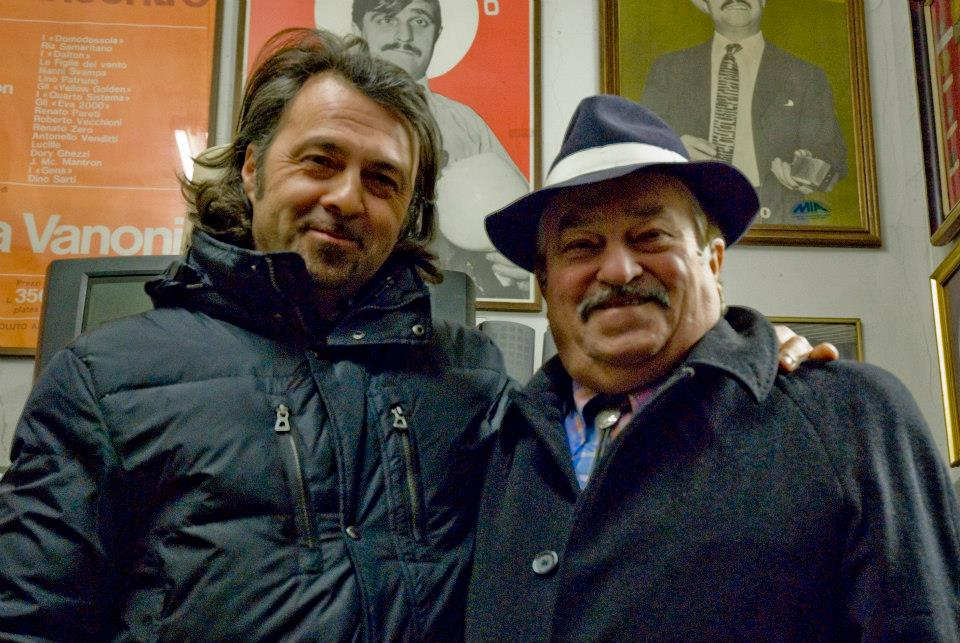
Riz Samaritano con il figlio Luca Schellino nel dicembre 2013

Oltre che per sé, Riz Samaritano ha scritto anche canzoni per altri artisti, tra i quali è da ricordare il suo concittadino Gipo Farassino: con Gipo (che utilizzava ancora il suo vero nome, Giuseppe), Riz Samaritano ha pubblicato un LP di canzoni popolari in piemontese, Le canssôn d' Porta Pila, in cui cantava due canzoni. A ottobre del 1964 cambia casa discografica, passando alla IPM.
Dopo lo scioglimento dei Gangsters, Riz forma un nuovo gruppo, i New Blues Band, con cui incide i dischi pubblicati nella seconda metà degli anni sessanta (spesso però la casa discografica ripubblica in uno dei due lati del disco le sue vecchie incisioni dei primi anni sessanta); con loro incide anche un album, Ricordando Fred..., in cui reinterpreta alcune canzoni di Buscaglione. Alla fine degli anni sessanta incide anche un 45 giri, La partita di calcio, insieme al gruppo dei Marino's, che aveva all'attivo una serie di incisioni di cover dei Beatles realizzate per la Nuova Enigmistica Tascabile. Si dedica poi nuovamente alla canzone dialettale in piemontese.
Nel 1969 Riz Samaritano pubblica anonimamente il 45 giri Favola per adulti per la casa discografica semiclandestina N.D.N.. Il disco si accoda all'imperante moda dei dischi erotici del momento, conseguente al successo e allo scandalo di Je t'aime... moi non plus. Quella di Riz Samaritano è tuttavia una parodia dell'altro "scandalo" erotico del 1969: Erotica del gruppo gallese dei Man, pubblicata tanto come singolo, quanto all'interno dell'album Revelation. Nel brano Riz Samaritano recita alcune battute in duetto con la non meglio identificata Anna Maria (nel disco chiamata Carmela) sullo sfondo della canzone del gruppo britannico. A causa di questo e di altri dischi "audaci" successivi, Riz Samaritano ebbe anche dei guai giudiziari, poiché venne riconosciuta la sua voce, gli fu intimato di non pubblicare altri dischi similari, all'epoca ritenuti osceni e considerati illegali, onde non incorrere in provvedimenti penali.
Tra la fine degli anni sessanta e l'inizio dei settanta, utilizzando lo pseudonimo di Marras, in omaggio a un suo amico sardo, pubblica con La Banana Record, una serie di almeno sette singoli split, dividendo il disco con la cantante Julia. Si tratta di stornelli a doppio senso dai titoli evocativi quali La foca sul bodè, Lavori campestri, Il sistema di Arturo.
Dopo un periodo di oblio, negli anni settanta e ottanta, grazie alla riscoperta da parte di Elio e le Storie Tese, che nel 1993 incidono la sua Cadavere spaziale, negli anni novanta ricomincia a fare concerti nel nord Italia e in Svizzera, collaborando con il chitarrista Massimo Corbino.
Nel 1999, e successivamente nel 2003, appare come concorrente (con il suo vero nome) nel quiz televisivo Sarabanda, presentato da Enrico Papi. Nel 2003 gli viene dedicato un sito tributo, Il Tango di Riz, e nel 2006 la fanzine Abastor #35 dedica un estensivo articolo a Riz Samaritano, comprensivo di intervista tenuta nell'estate dello stesso anno, che fa ulteriore luce sulle vicissitudini artistiche passate di questo cantautore. Nel 2007 la Duck Record pubblica due CD contenenti vecchio materiale del periodo Combo Record: All the Best, raccolta di singoli, e Ricordando Fred, ristampa di tutti i brani meno uno dell'omonimo LP del 1974 con ordinamento differente delle tracce.
Nel 2009, il numero 65 di aprile/giugno della rivista Jamboree dedica anch'essa un ampio articolo a Riz Samaritano, con intervista e discografia. Nel 2012 viene contattato da Johnson Righeira che gli propone di collaborare con lui dal vivo. Nel 2013 esce il nuovo album Per una donna per la Crotalo Records.

## Discografia parziale

### Discografia come Riz Samaritano

#### Album di studio
- 1960 - Le cansôn ëd Pòrta Pila (IPM, LP) (con Gipo Farassino e Giuanin d' Porta Pila)
- 1967 - Il mondo di noi duri
- 1974 - Ricordando Fred...
- 1992 - C'era una volta il night (Duck Record, MC)
- 2003 - A modo mio (MIA Records, RIZ 02, CD)
- 2009 - Non mi caga più nessuno (Crotalo Edizioni Musicali, CD)
- 2009 - Fred...do e caldo vol. 1 (Crotalo Edizioni Musicali, CD)
- 2009 - Fred...do e caldo vol. 2 (Crotalo Edizioni Musicali, CD)
- 2011 - Avanti il prossimo (Crotalo Edizioni Musicali, MLM 201, CD)
- 2013 - Per una donna (Crotalo Edizioni Musicali, CD)
- 2014 - Vuoto a perdere (Crotalo Edizioni Musicali, MFF 063, CD)
- 2015 - Versilia by Night (Crotalo Edizioni Musicali, CD)
- 2015 - Ma chi era Alain Delon?
- 2016 - Ciao Napoli

#### Raccolte
- 2007 - All the Best (Duck Record, GRCD 6468, CD)

#### EP
- 1962 - Cadavere Spaziale/Tango Assassino/La mazurca della nonna/Cu-cu-rru-cu-cu Paloma (Combo Record, EP 10169; con  Cristina Jorio e Rosella Masseglia Natali)

#### Singoli
- 1959 - Kriminal tango/Recuerdo mio (Combo Record, 5263)
- 1959 - ango assassino/Malavida (Combo Record, 5283)
- 1959 - El bandido/Tango dell'evaso (Combo Record, 5286)
- 1959 - Tiger tango/Blue tango (Combo Record, 5294)
- 1959 - Sombrero tango/Tango melody (Combo Record, 5302)
- 1960 - Tango assassino/Cadavere spaziale (Combo Record, 5316)
- 1960 - Le pupe di Riz/Macabro blues (Combo Record, 5335)
- 1960 - Pericolo blu/Tre croci (Combo Record, 5353)
- 1961 - Tango vigliacco/Tango dell'evaso (Combo Record, 172)
- 1961 - Il carciofo/La grana non ce l'ho (Combo Record, 182)
- 1961 - Così no/Vigliacca (Combo Record, 183)
- 1961 - Un fiasco/Kara Kiri (Combo Record, 194)
- 1961 - Non seccatemi/Donna vampiro (Combo Record, 195)
- 1961 - Cha cha cha dell'impiccato/Tango bugiardo (Combo Record, 201, 7")
- 1961 - I cornuti/Disperato tango (Combo Record, 202, 7")
- 1961 - Cannibale d'amore/Mi voglio rovinar (Combo Record, 203, 7")
- 1961 - Tango del mitra/Balorda (Combo Record, 206, 7")
- 1961 - L'ultimo poker/Gina (Combo Record, 210, 7")
- 1961 - Tango della cambiale/L'inferno (Combo Record, 212, 7")
- 1961 - Sei un pollo/Gangsters (Combo Record, 213, 7")
- 1961 - Non scherzare col fuoco/Il magnaccio (Combo Record, 214, 7")
- 1961 - Herrera Cha Cha Cha (Combo Record, 221, 7")
- 1962 - La ballata di San Vittore/Accidentato tango (Combo Record, 233, 7")
- 1962 - Velenosa/La faccio finita col gas (Combo Record, 234, 7")
- 1962 - Anche i "duri" sanno piangere/T.T. twist tango (Combo Record, 235, 7")
- 1962 - Ecco Fatto!/Bevo (Combo Record, 236, 7")
- 1962 - Sensazionale/Gina (Combo Record, 237, 7")
- 1962 - I bidoni/Il buco (Combo Record, 239, 7")
- 1962 - Tango del disoccupato/Ero un dritto (Combo Record, 240, 7")
- 1962 - Tango mandrillo/Tango della malavita (Combo Record, 241, 7")
- 1962 - Quel rumoretto.../Una sera maledetta (Combo Record, 253, 7")
- 1962 - Kriminal twist/Passeggiata verso la morte (Combo Record, 254, 7")
- 1962 - Il Tango della Ghigliottina/Riservato (Combo Record, 255, 7")
- 1962 - Feroce tango/La bomba (Combo Record, 256, 7")
- 1962 - Rudy tango/Scusami Fred (Combo Record, 257, 7")
- 1962 - Raganella twist/Il buco (Combo Record, 258, 7")
- 1962 - Tango assassino/Cadavere spaziale (Combo Record, 260, 7")
- 1962 - Kriminal twist/Feroce tango (Combo Record, 268, 7")
- 1962 - Tango dello spaccone/Tango duro (Combo Record, 270, 7")
- 1962 - Johnny Vitamina/Stasera pago io (Combo Record, 290, 7")
- 1963 - Une entraineuse/Il fantasma di Jack (Combo Record, 292, 7")
- 1963 - Ecatombe/Quando tutto sembra perduto (Combo Record, 293, 7")
- 1963 - Il tifoso/Levati dai piedi (Combo Record, 302, 7")
- 1963 - Delinquentango/Tango del terrore (Combo Record, 303, 7")
- 1963 - Ma che calze vuoi da me?/La ballata del pedone (Combo Record, 304, 7")
- 1963 - Il tangaccio/Grazie, prego, scusi (Combo Record, 314, 7")
- 1963 - Ti faccio un mazzo/Kriminal Tango (Combo Record, 315, 7")
- 1963 - Ma che calze vuoi da me/Ti faccio un mazzo (Combo Record, 318, 7") con Nancy Toros
- 1963 - Pamela strip-tease/Sono sempre sbronzo (Combo Record, 324, 7")
- 1963 - Riccione cha cha/Gargiulo (Combo Record, 325, 7")
- 1963 - Tango e tamuré/Riz il duro (Combo Record, 358, 7")
- 1963 - Baciami il baffo sinistro/Le ghere ghere (Combo Record, 359, 7")
- 1963 - Tango di Cleopatra/Nun tuccà (Combo Record, 360, 7")
- 1963 - Disperato tango/Tango della malavita (Combo Record, 372, 7")
- 1964 - Ramona/Prima che la notte finisca (Combo Record, 395, 7")
- 1964 - La conobbi a Garlasco/El scopador (Combo Record, 396, 7")
- 1964 - Kolossal Tango/Mezzo litro di tango (Combo Record, 400, 7")
- 1964 - Bernarda del mio cuore.../Tango stregato (Combo Record, 405, 7")
- 1964 - Io sono come sono/Tangomania (Combo Record, 482, 7")
- 1964 - Angelina/Notte di piombo (IPM, IP 3175, 7")
- 1967 - Il vampiro/Ai romani piaceva la biga (Ribalta, APS19360, 7")
- 1967 - Pensiamo alle donne/L'ultima cartuccia (con a Jim Malaga) (Arlecchino, D 305, 7")
- 1967 - Arriva la bomba/Non rompetemi i bottoni (come Riz Samaritano con I Marino's) (Combo Record, HP 8002, 7")
- 1969 - La partita di calcio/Pier lo sparvier (come Riz Samaritano con I Marino's) (Caporal Record, K43, 7")
- 1973 - Ultimo tango a Parigi/Johnny Vitamina (Combo Record, HP 8137, 7")
- 2007 - Sono io il tuo re (Crotalo Edizioni Musicali, CD Singolo)
- 2013 - Calcinculo (LM Records, LM 046, CD singolo) (con Casché)

#### Partecipazioni
- 1993 - Elio e le Storie Tese Esco dal mio corpo e ho molta paura (Hukapan/Sony Music, CD, MC) duetto in Cadavere spaziale
- 1994 - AA.VV. Quei romantici scatenati anni '50 - vol. 24A - Teresa non sparare (De Agostini, CD) con i brani Cadavere spaziale e Ma che calze vuoi da me?
- 2002 - AA.VV. Buon Natale (MIA Records, BN 02, CD)
- 2007 - AA.VV. Notti Vitellone Vol. 2 - Giallo Records con il singolo originale del 1965 Pensiamo Alle Donne/L'ultima cartuccia cantato insieme a Jim Malaga) (CD)
- 2012 - AA.VV. Midem 2012 Free Sample CD (Crotalo Edizioni Musicali, NLM 202, CD, promo)
- 2013 - AA.VV. Midem 2013 Free Sample CD (Crotalo Edizioni Musicali, NLM 206, CD, promo)

### Discografia come Marras

#### Singoli
- La foca sul bodèLe palle di cannone (split con Julia)
- Il calzolaioLavori campestri (split con Julia)
- La puntura/Tango a Teresina (split con Julia)
- La palla/La pistola di Carletto (split con Julia)
- Io lavoro in mutande/Caronte (split con Julia)
- L'uccellino ciclista/Il sistema di Arturo (split con Julia)
- Agente 007/A tutti piace calda (split con Julia)

### Discografia come Pinco

#### Singoli
- La solita storia/L'agente 007 (La. Pì. Dì., 1001 GIP, DO 107, 7")

### Discografia come anonimo

#### Singoli
- Favola per adulti

## Filmografia
- Sexy al neon, regia di Ettore Fecchi (1962)
- Sexy al neon bis, regia di Ettore Fecchi (1963)
- Sexy ad alta tensione, regia di Oscar De Fina (1963)